# سلامات (چاد)
سلامات (به عربی: سلامات) یکی از منطقه‌های کشور چاد است. استان سلامات ۳۰۲٬۳۰۱ نفر جمعیت دارد.